# Distretto di Dikili
Il distretto di Dikili (in turco Dikili ilçesi) è uno dei distretti della provincia di Smirne, in Turchia.